# 国家両庁院
国家両庁院（二つのホール、シアターホールとコンサートホール、National Theater & Concert Hall、繁体字では國家兩廳院、旧称：国立中正文化中心）は、中華民国の台北市にある総合芸術文化施設。1987年開館。オペラ、バレエ、ミュージカル、演劇、管弦楽、室内楽、伝統音楽、京劇などの各種公演が開催されている。
中正紀念堂の敷地に2棟あり、中正紀念堂から見て左側が国家戯劇院、右側が国家音楽庁である。
建築設計は、圓山大飯店も手がけた楊卓成による。
日本からは、蜷川幸雄、宝塚歌劇団などが公演している。

## 施設
- 國家戲劇院 (国家戯劇院、劇場、1,526席）オペラ、バレエ、ミュージカル等の上演にも利用される。
  - 實驗劇場 (実験劇場、179～242席、可動式舞台)
  - 表演藝術圖書館 (舞台芸術図書館)
- 國家音樂廳 (国家音楽庁、コンサートホール、2,074席）アジア最大のパイプオルガンを設置。主にオーケストラの演奏に利用される。
  - 演奏廳 (演奏庁、リサイタル・ホール、363席）
- 芸術文化広場

## 専属団体
- 台湾フィルハーモニック（国家交響楽団）

## 交通
- 台北捷運 中正紀念堂駅（R08/G10）出口5　徒歩3分